# Schoenoplectus blakei
Schoenoplectus blakei är en halvgräsart som beskrevs av Eisuke Hayasaka. Schoenoplectus blakei ingår i släktet sävsläktet, och familjen halvgräs. Inga underarter finns listade i Catalogue of Life.